# Sarnus decipiens
Sarnus decipiens är en insektsart som först beskrevs av Maximilian Spinola 1852.  Sarnus decipiens ingår i släktet Sarnus och familjen sköldstritar. Inga underarter finns listade i Catalogue of Life.